# آن فورستر
آن فورستر (بالإنجليزية: Anne Forrester؛ بالفرنسية: Anne Forrester) هي عالمة سياسة ودبلوماسية مالية وأمريكية، ولدت في 1941 في فيلادلفيا في الولايات المتحدة، وتوفيت في 2006 في نيويورك في الولايات المتحدة.
عملت موظفةً في وزارة الخارجية الأمريكية، ومديرة لمكتب أندرو يانغ مندوب الولايات المتحدة في منظمة الأمم المتحدة.
عملت سفيرة للولايات المتحدة الأمريكية إلى مالي من عام 1979 إلى 1981.
واستقالت من عام 1985 إلى أكتوبر 2001، وعملت في تلك الفترة في وظائف عدة، منها في برنامج التنمية التابع للأمم المتحدة، وفي المكتب الإقليمي للأمم المتحدة في أفريقيا، وفي مؤسسة الأمم المتحدة.
وبعد تركها للأمم المتحدة عملت مستشارة سياسية للجمهوري جوانيتا ميليندر ماكدونالد لمدة عام، ثم كمستشارة لقضايا التنمية في أفريقيا والكاريبي.